# Centro Español de Los Ángeles
El Centro Español de Los Ángeles es un casino español que alberga a un centro social, cultural y benéfico fundado en 1915 con el objeto de reunir a la comunidad española residente de la comuna chilena de Los Ángeles, en la Región del Biobío, junto a sus descendientes. Asimismo, en su edificio sede ubicado en el centro de la ciudad, se encuentra un centro comercial y de eventos que lleva el mismo nombre.

## Historia
En 1915 se estableció el Centro Español de Los Ángeles con el objetivo de reunir a los inmigrantes llegados de España a la ciudad y a sus familias. Su sede se mantiene en su actual ubicación desde sus inicios, pero en aquel entonces era una edificación de menores dimensiones. En sus salones los socios celebraban eventos sociales de la propia comunidad española como también familiares, como los festejos de bautizos, matrimonios, etc.
La organización creó diferentes agrupaciones de carácter social, benéfico, deportivo y artístico-cultural. La agrupación llamada «La Estudiantina» estaba conformada por jóvenes de ascendencia española que realizaban obras de teatro y presentaciones musicales con especial énfasis en la cultura española. Entre sus miembros contó con la participación de Virginio Gómez y su primo, el político Domingo Contreras Gómez. En lo que respecta a actividades deportivas, un grupo de varones fundó la Unión Deportiva Española, que contaba con un equipo de básquetbol que competían a nivel comunal y regional con otros equipos locales. 
En 1924, la sociedad del Centro Español donó al hospital de la ciudad la sala de pediatría para el centro de salud, en ese entonces de infraestructura precaria que no le hacía posible atender a los menores de edad de manera separada a los adultos.
La Cuarta Compañía del Cuerpo de Bomberos de Los Ángeles fue bautizada como Bomba Chile-España, debido a que la mayor parte de sus voluntarios pertenecía a la sociedad española de la ciudad.
Su actual edificio construido en concreto y consta de siete plantas, alberga en sus primeros pisos una galería comercial, mientras que en las plantas siguientes oficinas y departamentos para vivienda. En los pisos superiores se encuentran las dependencias del club español, que tiene un restaurante especializado en cocina española y criolla chilena, además de un salón de eventos abierto a la comunidad angelina.

## Actividades
Dentro de sus actividades socioculturales, destaca el grupo de flamenco que realiza presentaciones de baile durante el año. En lo que respecta a la beneficencia, las damas de la colectividad formaron una agrupación llamada El Roperito Español, que se encargaba de armar ajuares para bebés y donarlos a familias vulnerables, además de recolectar ropa para distintas instituciones de caridad de zona, en especial en campañas para enfrentar el invierno.
Cada 12 de octubre la colectividad organiza las celebraciones comunales por el Día de la Raza, donde cada año se realiza la “Fiesta de la Hispanidad” y un acto donde se izan las banderas de Chile y España, además de interpretar ambos himnos nacionales en señal de fraternidad y rememorar las relaciones entre ambas naciones.